# Xian de Linyi (Shanxi)
Pour les articles homonymes, voir Linyi (homonymie).
Le xian de Linyi (临猗县 ; pinyin : Línyī Xiàn) est un district administratif de la province du Shanxi en Chine. Il est placé sous la juridiction de la ville-préfecture de Yuncheng.

## Démographie
La population du district était de 547 117 habitants en 1999.